# Бањо-Сприце (Ливорно)
Бањо-Сприце (итал. Bagno-Sprizze) је насеље у Италији у округу Ливорно, региону Тоскана.
Према процени из 2011. у насељу је живело 53 становника. Насеље се налази на надморској висини од 8 м.